# Nemzeti Bajnokság I 2025-2026
La Nemzeti Bajnokság I 2025-2026 (chiamata ufficialmente Fizz Liga per motivi di sponsorizzazione) è la 127ª edizione del massimo campionato di calcio ungherese; è iniziata il 25 luglio 2025 e terminerà il 16 maggio 2026. La squadra campione in carica è il Ferencváros, al suo trentaseiesimo successo nella competizione.

## Stagione

### Novità
Al termine della stagione precedente sono retrocessi MOL Fehérvár e Kecskemét, ultimi due classificati del campionato. Al loro posto dalla Nemzeti Bajnokság II sono stati promossi Kisvárda e Kazincbarcika, quest'ultima al debutto in massima serie.

### Regolamento
Le 12 squadre partecipanti giocano un girone all'italiana con partite di andata, ritorno e andata, per un totale di 33 giornate. Al termine di esse, la prima classificata è campione d'Ungheria e si qualifica per la UEFA Champions League 2026-2027, mentre seconda e terza classificata si qualificano per la UEFA Conference League 2026-2027, insieme alla vincitrice della Magyar Kupa. Le ultime due classificate retrocedono direttamente in Nemzeti Bajnokság II.

## Squadre partecipanti
| Club            | Città         | Stadio                   | Stagione precedente |
| --------------- | ------------- | ------------------------ | ------------------- |
| Debrecen        | Debrecen      | Nagyerdei Stadion        | 9° in NB I          |
| Diósgyőr        | Miskolc       | Diósgyőri Stadion        | 6° in NB I          |
| Ferencváros     | Budapest      | Groupama Arena           | Campione d'Ungheria |
| Győri ETO       | Győr          | ETO Park                 | 4° in NB I          |
| Kazincbarcika   | Kazincbarcika | Stadio municipale        | 2° in NB II         |
| Kisvárda        | Kisvárda      | Várkerti Stadion         | 1° in NB II         |
| MTK Budapest    | Budapest      | Nándor Hidegkuti Stadion | 5° in NB I          |
| Nyíregyháza     | Nyíregyháza   | Városi Stadion           | 8° in NB I          |
| Paks            | Paks          | Fehérvári úti Stadion    | 3° in NB I          |
| Puskás Akadémia | Felcsút       | Pancho Aréna             | 2° in NB I          |
| Újpest          | Budapest      | Ferenc Szusza Stadion    | 7° in NB I          |
| Zalaegerszeg    | Zalaegerszeg  | ZTE Arena                | 10° in NB I         |

## Classifica
|                     | Pos. | Squadra         | Pt | G | V | N | P | GF | GS | DR |
| ------------------- | ---- | --------------- | -- | - | - | - | - | -- | -- | -- |
| Ungheria (bandiera) | 1.   | Debrecen        | 0  | 0 | 0 | 0 | 0 | 0  | 0  | 0  |
|                     | 2.   | Diósgyőr        | 0  | 0 | 0 | 0 | 0 | 0  | 0  | 0  |
|                     | 3.   | Ferencváros     | 0  | 0 | 0 | 0 | 0 | 0  | 0  | 0  |
|                     | 4.   | Győri ETO       | 0  | 0 | 0 | 0 | 0 | 0  | 0  | 0  |
|                     | 5.   | Kazincbarcika   | 0  | 0 | 0 | 0 | 0 | 0  | 0  | 0  |
|                     | 6.   | Kisvárda        | 0  | 0 | 0 | 0 | 0 | 0  | 0  | 0  |
|                     | 7.   | MTK Budapest    | 0  | 0 | 0 | 0 | 0 | 0  | 0  | 0  |
|                     | 8.   | Nyíregyháza     | 0  | 0 | 0 | 0 | 0 | 0  | 0  | 0  |
|                     | 9.   | Paks            | 0  | 0 | 0 | 0 | 0 | 0  | 0  | 0  |
|                     | 10.  | Puskás Akadémia | 0  | 0 | 0 | 0 | 0 | 0  | 0  | 0  |
|                     | 11.  | Újpest          | 0  | 0 | 0 | 0 | 0 | 0  | 0  | 0  |
|                     | 12.  | Zalaegerszeg    | 0  | 0 | 0 | 0 | 0 | 0  | 0  | 0  |

      Campione d'Ungheria e ammessa alla Champions League 2026-2027
      Ammesse alla UEFA Conference League 2026-2027
      Retrocesse in Nemzeti Bajnokság II 2026-2027